# Canton de Marseille-Les Grands-Carmes
Le canton de Marseille-Les Grands-Carmes est une ancienne division administrative française située dans le département des Bouches-du-Rhône, dans l'arrondissement de Marseille. Ancien canton de Marseille III.

## Composition
Le canton de Marseille-Les Grands-Carmes se composait d’une fraction de la commune de Marseille. Il comptait 29 292 habitants (population municipale) au 1er janvier 2012.
| Nom                                      | Code Insee | Intercommunalité                   | Population (dernière pop. légale)               |
| ---------------------------------------- | ---------- | ---------------------------------- | ----------------------------------------------- |
| Marseille 1er Arrondissement (chef-lieu) | 13055      | Métropole d'Aix-Marseille-Provence | Fraction : 5 018(2012) Commune : 862 211 (2016) |

Quartiers de Marseille inclus dans le canton (le 2e arrondissement et une partie du 1er) :
- Arenc
- Belsunce
- Les Grands Carmes
- Hôtel de Ville
- Le Panier
- La Joliette
- Euroméditerranée
- Vieux Port.

## Représentation

### Conseillers généraux de 1833 à 1871 (canton de Marseille-Centre intra muros)
| Période                                  | Période | Identité                     | Étiquette              | Qualité |
| ---------------------------------------- | ------- | ---------------------------- | ---------------------- | --- |
| 1833                                     | 1842    | Charles Séjourné (1770-1856) |                        | Négociant et banquier à Marseille                                                                                 |
| 1842                                     | 1848    | Fabricius Paranque           | Majorité ministérielle | Député (1837-1839) Président de la Chambre de commerce de Marseille de 1849 à 1852                                |
| 1848                                     | 1852    | Adolphe Forcade              |                        | Négociant en toileries à Marseille                                                                                |
| 1852                                     | 1855    | Jules Julliany (1802-1862)   |                        | Négociant, économiste Ancien Premier adjoint au maire de Marseille                                                |
| 1855                                     | 1864    | Emile Pascal (1804-1878)     |                        | Banquier, conseiller municipal de Marseille                                                                       |
| 1864                                     | 1871    | Alexandre Clapier            |                        | Avocat Conseiller municipal de Marseille Président du Conseil Général (1850-1852) Député (1846-1848 et 1871-1876) |
| Les données manquantes sont à compléter. |         |                              |                        | |

### Conseillers généraux du canton de Marseille-III  puis Marseille-Les Grands-Carmes (1871 à 2015)
| Période                                  | Période          | Identité                               | Étiquette                             | Qualité |
| ---------------------------------------- | ---------------- | -------------------------------------- | ------------------------------------- | --- |
| 1871                                     | 1871             | Jean Roger                             |                                       | Conseiller d'arrondissement |
| 1871                                     | 1880 (démission) | (Hermann) Henry Barne                  | Union républicaine                    | Avocat Sénateur (1879-1893) Président du Conseil Général |
| 1880                                     | 1881 (démission) | Paul Peytral                           | Rad.                                  | Député (1881-1894) Sénateur (1894-1899) Sous-secrétaire d'Etat (1886) Ministre (1893, 1898-1899 et 1914)                                                                               |
| 1881                                     | 1883             | Nicolas Estier                         | Rad.                                  | Avocat |
| 1883                                     | 1886             | Jean-Baptiste Pally                    | Républicain Radical                   | Avoué puis avocat Conseiller municipal de Marseille Député (1885-1888) |
| 1886                                     | 1889             | Edouard Maglione (1835-1890)           | Républicain                           | Avocat Maire de Marseille (1876-1877) |
| 1889                                     | 1910             | Jean-Baptiste Amable Chanot            | Républicain radical puis Progressiste | Avocat et journaliste Député (1910-1914) Maire de Marseille (1902-1908 et 1912-1914) Président du Conseil Général (1898-1899) Elu en 1906 dans le Canton de Marseille-1                |
| 1910                                     | 1924 (démission) | André Saravelli (1863-1929)            | SFIO                                  | Commerçant en vins, conseiller d'arrondissement |
| 1924                                     | 1940             | Léon Bon                               | SFIO                                  | Représentant de commerce Conseiller municipal (1908-1912) - Sénateur (1939-1945) Adjoint au maire (1919-1929) de Marseille Président du Conseil général (1930-1938)                    |
|                                          |                  |                                        |                                       | |
| 1945                                     | 1951             | Louis Gazagnaire (1903-1982)           | PCF                                   | Instituteur, conseiller municipal de Marseille (1953-1971) Elu en 1958 dans le Canton de Marseille-4                                                                                   |
| 1951                                     | 1982             | Jean-François Guérini (1906-1983)      | SFIO puis PS                          | Employé Conseiller municipal de Marseille (1947-1971), adjoint au maire (1953-1961 et 1965-1971)                                                                                       |
| 1982                                     | 2015             | Jean-Noël Guérini (neveu du précédent) | PS puis DVG                           | Président du Conseil général (1998-2015) Sénateur depuis 1998 Maire du deuxième secteur de Marseille de 1983 à 1989 et de 1995 à 2001 Conseiller municipal de Marseille de 1977 à 2009 |
| Les données manquantes sont à compléter. |                  |                                        |                                       | |

### Conseillers d'arrondissement du canton de Marseille-Centre intra muros (de 1833 à 1871)
| Période                                  | Période | Identité    | Étiquette | Qualité |
| ---------------------------------------- | ------- | ----------- | --------- | --- |
| 1833                                     |         | M. Séjourné |           | Propriétaire à Marseille                                                                                    |
| 1940                                     |         |             |           | Les conseils d'arrondissement ont été suspendus par la loi du 12 octobre 1940 et n'ont jamais été réactivés |
| Les données manquantes sont à compléter. |         |             |           | |

### Conseillers d'arrondissement du canton de Marseille-III (de 1871 à 1940)
| Période                                  | Période                   | Identité                       | Étiquette                     | Qualité |
| ---------------------------------------- | ------------------------- | ------------------------------ | ----------------------------- | --- |
| 1871                                     | 1877                      | Pierre Pé                      |                               | Ébéniste cours Belsunce |
| 1877                                     | 1883                      | Pierre Roux (1843-1920)        | Socialiste                    | Ouvrier forgeron et mécanicien, Président du Conseil d'arrondissement                                                               |
| 1889                                     | 1895                      | Joseph Pensa                   | Républicain radical           | Représentant de commerce |
| 1895                                     | 1897 (démission d'office) | François Bernardini            | Socialiste                    | Négociant |
| mai 1897                                 | 1901                      | Érasme Guichet (1859-1910)     | Socialiste                    | Directeur d'asile d'aliénés à Aix Assassiné le 21 septembre 1910                                                                    |
| 1901                                     | 1904                      | M. Michelesi                   | Républicain anticollectiviste | Instituteur |
| 1904                                     | 1910                      | André Saravelli (1863-1929)    | POF puis SFIO                 | Commerçant en vins |
| 1910                                     | 1919                      | Henri Tasso                    | SFIO                          | Employé puis petit industriel, propriétaire rue Caisserie à Marseille Élu en 1919 conseiller général du premier canton de Marseille |
| 1919                                     | 1928                      | Louis Bouissin                 | SFIO puis Soc.ind.            | Tapissier |
| 1928                                     | 1940                      | Jean-François Leca (1875-1944) | SFIO                          | Facteur des postes, Président du Conseil d'arrondissement                                                                           |
| 1940                                     |                           |                                |                               | Les conseils d'arrondissement ont été suspendus par la loi du 12 octobre 1940 et n'ont jamais été réactivés                         |
| Les données manquantes sont à compléter. |                           |                                |                               | |

## Deux photos du canton
|  |  |

## Démographie
| 1982 | 1990   | 1999   | 2006   | 2011   | 2012   |
| ---- | ------ | ------ | ------ | ------ | ------ |
| -    | 19 571 | 19 806 | 30 812 | 29 517 | 29 292 |